# Scymnus nigrinus
Scymnus nigrinus – gatunek owada z rodziny biedronkowatych z rzędu chrząszczy.

## Ekologia
Jest to chrząszcz charakterystyczny dla lasów i miodników sosnowych. Na ogół jest spotykany rzadko i w pojedynczych okazach, niekiedy tylko tworzy populacje o dużej liczebności. Zimuje w ściółce, pod opadłym igliwiem i listowiem oraz wśród mchów.

## Występowanie
Szeroko rozprzestrzeniony w Europie od południowej Szkocji, skrajnych prowincji północnych Fennoskandii oraz Karelii aż do obszarów górzystych w południowej części kontynentu. W Polsce prawdopodobnie występuje w całym kraju, jednak brak jest jeszcze udokumentowanych danych z niektórych krain.